# Tercera divisió espanyola de futbol 2010-2011
La temporada 2010/11 és la 74a edició de la Tercera Divisió. Començà el 28 d'agost de 2010 i finalitzà el 15 de maig de 2011.
Aquest torneig va ser organitzat per les diferents federacions autonòmiques de futbol, coordinats per la Reial Federació Espanyola de Futbol (RFEF). El van disputar un total de 360 equips, dividits per comunitats autònomes en 18 grups de 20 equips cadascun, tot i que alguns grups tenen 19 o 21 equips.

## Equips participants dels Països Catalans, temporada 2010-11
Els equips del Principat, del País Valencià i de les Illes estan enquadrats als grups 5, 6 i 11, respectivament.

### Grup 5 (Catalunya)

#### Equips
| Equip            | Nom oficial                            | Fundació | Població                           | Comarca              | Província |
| ---------------- | -------------------------------------- | -------- | ---------------------------------- | -------------------- | --------- |
| Amposta          | Club de Futbol Amposta                 | 1915     | Amposta                            | el Montsià           | Tarragona |
| Ascó             | Futbol Club Ascó                       | 2010     | Ascó                               | la Ribera d'Ebre     | Tarragona |
| Balaguer         | Club de Futbol Balaguer                | 1945     | Balaguer                           | la Noguera           | Lleida    |
| Castelldefels    | Unió Esportiva Castelldefels           | 1948     | Castelldefels                      | el Baix Llobregat    | Barcelona |
| Cornellà         | Unió Esportiva Cornellà                | 1951     | Cornellà de Llobregat              | el Baix Llobregat    | Barcelona |
| Espanyol B       | Reial Club Deportiu Espanyol B         | 1994     | Sant Adrià de Besòs                | el Barcelonès        | Barcelona |
| Europa           | Club Esportiu Europa                   | 1907     | Barcelona, barri de Gràcia         | el Barcelonès        | Barcelona |
| Gavà             | Club de Futbol Gavà                    | 1921     | Gavà                               | el Baix Llobregat    | Barcelona |
| Llagostera       | Unió Esportiva Llagostera              | 1947     | Llagostera                         | el Gironès           | Girona    |
| Manlleu          | Agrupació Esportiva i Cultural Manlleu | 1933     | Manlleu                            | Osona                | Barcelona |
| Masnou           | Club Deportiu Masnou                   | 1920     | El Masnou                          | el Maresme           | Barcelona |
| Muntanyesa       | Club de Futbol Muntanyesa              | 1927     | Barcelona, barri de La Prosperitat | el Barcelonès        | Barcelona |
| Palamós          | Palamós Club de Futbol                 | 1898     | Palamós                            | el Baix Empordà      | Girona    |
| Pobla de Mafumet | Club de Futbol La Pobla de Mafumet     | 1953     | La Pobla de Mafumet                | el Tarragonès        | Tarragona |
| Prat             | Associació Esportiva Prat              | 1945     | El Prat de Llobregat               | el Baix Llobregat    | Barcelona |
| Premià           | Club Esportiu Premià                   | 1915     | Premià de Mar                      | el Maresme           | Barcelona |
| Reus Deportiu    | Club de Futbol Reus Deportiu           | 1909     | Reus                               | el Baix Camp         | Tarragona |
| Terrassa         | Terrassa Olímpica 2010                 | 2010     | Terrassa                           | el Vallès Occidental | Barcelona |
| Vilafranca       | Futbol Club Vilafranca                 | 1904     | Vilafranca del Penedès             | l'Alt Penedès        | Barcelona |
| Vilanova         | Club de Futbol Vilanova i la Geltrú    | 1944     | Vilanova i la Geltrú               | el Garraf            | Barcelona |

#### Classificació
|                   |     | Tercera grup V 2010-2011 | Pts | J  | G  | E  | P  | GF | GC | DG  |                              |
| ----------------- | --- | ------------------------ | --- | -- | -- | -- | -- | -- | -- | --- | ---------------------------- |
| Promoció · Ascens | 1.  | UE Llagostera            | 73  | 38 | 22 | 7  | 9  | 65 | 36 | +29 | Promoció d'ascens a Segona B |
| Promoció          | 2.  | CF Muntanyesa            | 67  | 38 | 19 | 10 | 9  | 40 | 33 | +7  | Promoció d'ascens a Segona B |
| Promoció          | 3.  | CF Pobla de Mafumet      | 67  | 38 | 19 | 10 | 9  | 60 | 36 | +24 | Promoció d'ascens a Segona B |
| Promoció · Ascens | 4.  | CF Reus Deportiu         | 65  | 38 | 17 | 14 | 7  | 52 | 26 | +26 | Promoció d'ascens a Segona B |
|                   | 5.  | RCD Espanyol B           | 64  | 38 | 19 | 7  | 12 | 65 | 38 | +27 |                              |
|                   | 6.  | AEC Manlleu              | 61  | 38 | 14 | 19 | 5  | 58 | 40 | +18 |                              |
|                   | 7.  | CE Europa                | 58  | 38 | 16 | 10 | 12 | 54 | 42 | +12 |                              |
|                   | 8.  | UE Cornellà              | 55  | 38 | 15 | 10 | 13 | 58 | 44 | +14 |                              |
|                   | 9.  | AE Prat                  | 53  | 38 | 13 | 14 | 11 | 49 | 42 | +7  |                              |
|                   | 10. | CF Gavà                  | 52  | 38 | 13 | 13 | 12 | 42 | 45 | -3  |                              |
|                   | 11. | FC Vilafranca            | 49  | 38 | 13 | 10 | 15 | 48 | 55 | -7  |                              |
|                   | 12. | Terrassa Olímpica        | 47  | 38 | 11 | 14 | 13 | 58 | 53 | +5  |                              |
|                   | 13. | UE Castelldefels         | 47  | 38 | 12 | 11 | 15 | 37 | 45 | -8  |                              |
|                   | 14. | CF Amposta               | 45  | 38 | 13 | 6  | 19 | 45 | 65 | -20 |                              |
|                   | 15. | CF Balaguer              | 43  | 38 | 11 | 10 | 17 | 42 | 60 | -18 |                              |
|                   | 16. | CD Masnou                | 41  | 38 | 10 | 11 | 17 | 51 | 60 | -9  |                              |
|                   | 17. | CF Vilanova i la Geltrú  | 41  | 38 | 8  | 17 | 13 | 42 | 51 | -9  |                              |
| Descens           | 18. | Palamós CF               | 41  | 38 | 9  | 14 | 15 | 35 | 45 | -10 | Descens a Primera Catalana   |
| Descens           | 19. | FC Ascó                  | 29  | 38 | 6  | 11 | 21 | 29 | 72 | -43 | Descens a Primera Catalana   |
| Descens           | 20. | CE Premià                | 27  | 38 | 5  | 12 | 21 | 24 | 66 | -42 | Descens a Primera Catalana   |

### Grup 6 (País Valencià)
|                   |     | Tercera grup VI 2010-2011   | Pts | J  | G  | E  | P  | GF | GC | DG  |                              |
| ----------------- | --- | --------------------------- | --- | -- | -- | -- | -- | -- | -- | --- | ---------------------------- |
| Promoció · Ascens | 1.  | Valencia CF Mestalla        | 86  | 38 | 25 | 11 | 2  | 83 | 28 | +55 | Promoció d'ascens a Segona B |
| Promoció · Ascens | 2.  | CE Olímpic                  | 73  | 38 | 21 | 10 | 7  | 52 | 29 | +23 | Promoció d'ascens a Segona B |
| Promoció          | 3.  | Novelda CF                  | 68  | 38 | 20 | 8  | 10 | 62 | 46 | +16 | Promoció d'ascens a Segona B |
| Promoció          | 4.  | CF La Nucia                 | 66  | 38 | 18 | 12 | 8  | 48 | 35 | +13 | Promoció d'ascens a Segona B |
|                   | 5.  | CF Borriol                  | 66  | 38 | 19 | 9  | 10 | 61 | 35 | +26 |                              |
|                   | 6.  | Vila-real CF C              | 64  | 38 | 19 | 7  | 12 | 75 | 53 | +22 |                              |
|                   | 7.  | Crevillent Esportiu         | 54  | 38 | 15 | 9  | 14 | 43 | 42 | +1  |                              |
|                   | 8.  | Catarroja CF                | 50  | 38 | 13 | 11 | 14 | 35 | 32 | +3  |                              |
|                   | 9.  | Torrellano Illice EPE CF    | 50  | 38 | 14 | 8  | 16 | 52 | 44 | +8  |                              |
|                   | 10. | UE Joventut Barri del Crist | 47  | 38 | 12 | 11 | 15 | 39 | 43 | -4  |                              |
|                   | 11. | Atlètic Saguntí             | 46  | 38 | 13 | 7  | 18 | 41 | 53 | -12 |                              |
|                   | 12. | Mislata CF                  | 46  | 38 | 12 | 10 | 16 | 37 | 52 | -15 |                              |
|                   | 13. | FC Jove Espanyol            | 45  | 38 | 11 | 12 | 15 | 44 | 47 | -3  |                              |
|                   | 14. | CD Eldense                  | 45  | 38 | 12 | 9  | 17 | 31 | 39 | -8  |                              |
|                   | 15. | Riba-roja CF                | 45  | 38 | 11 | 12 | 15 | 34 | 54 | -20 |                              |
|                   | 16. | FC Torrevieja               | 43  | 38 | 12 | 7  | 19 | 31 | 42 | -11 |                              |
|                   | 17. | Llevant UE B                | 43  | 38 | 11 | 10 | 17 | 30 | 47 | -17 |                              |
| Descens           | 18. | Burjassot CF                | 40  | 38 | 10 | 10 | 18 | 41 | 52 | -11 | Descens a Preferent          |
| Descens           | 19. | Vila Joiosa CF              | 37  | 38 | 9  | 10 | 19 | 36 | 59 | -23 | Descens a Preferent          |
| Descens           | 20. | UE Puçol                    | 30  | 38 | 7  | 9  | 22 | 32 | 75 | -43 | Descens a Preferent          |

## Altres grups, temporada 2010-11
- Grup 1 (Galícia)
- Grup 2 (Astúries)
- Grup 3 (Cantàbria)
- Grup 4 (Euskadi)
- Grup 7 (Madrid)
- Grup 8 (Castella i Lleó)
- Grup 9 (Andalusia Oriental i Melilla)
- Grup 10 (Andalusia Occidental i Ceuta)
- Grup 12 (Canàries)
- Grup 13 (Múrcia)
- Grup 14 (Extremadura)
- Grup 15 (Navarra)
- Grup 16 (La Rioja)
- Grup 17 (Aragó)
- Grup 18 (Castella-La Manxa)